# Yambuku
Yambuku je malá vesnice v provincii Mongala v severní Demokratické republice Kongo (dřívějším Zairu). Leží zhruba 960 km severně od hlavního města Kinshasy a 7 km od Yandongi, přibližně 439 km severozápadně od geografického středu republiky. V této vesnici byl poprvé zaznamenán virus hemoragické horečky Eboly, konkrétně kmen Ebola-Zaire.

## Propuknutí Eboly
Poprvé se virus Ebola vyskytnul dne 26. srpna 1976 v této odlehlé vesnici na řece Ebole. Bylo zjištěno 318 případů, z čehož 280 nakažených zemřelo. K dalším 284 případům a 151 úmrtím došlo v nedalekém Súdánu. Malá yambukská nemocnice byla uzavřena poté, co z jejích 17 zaměstnanců 11 zemřelo. Dvě belgické jeptišky sloužící komunitě byly nakaženy a zemřely spolu se zairskou sestřičkou poté, co byla jejich skupina převezena do Kinshasy. Světová zdravotnická organizace pak epidemii zvládla karanténou místních vesničanů, důkladnou sterilizací lékařského vybavení a poskytováním ochranných oděvů zdravotnickému personálu.